# بيغيدا
وطنيون أوروبيون ضد أسلمة الغرب (بالألمانية: PEGIDA)، اختصار (بالألمانية: Patriotische Europäer gegen die Islamisierung des Abendlandes). هي حركة سياسية ألمانية توصف بوسائل الإعلام بالتطرف، نشأت في 20 تشرين الأول (أكتوبر)عام 2014 في مدينة درسدن.
ومنذ 19 كانون الأول (ديسمبر) عام 2014 تم تسجيل هذه المجموعة كجمعية تحت مسمى بيغيدا (PEGIDA).

## فروع بيغيدا وتغيراتها

### في ألمانيا
ظهر عدد من الفروع الأصغر لبيغيدا في جميع أنحاء ألمانيا، بما في ذلك ليغيدا في لايبزيغ، وسوغيدا في سودتورينغن، وكاغيدا في كاسل، وفوغيدا في فورتسبورغ، وبوغيدا في بون، ودوغيدا في دوسلدورف وفراغيدا في فرانكفورت. بعد تفشي النزاعات الداخلية، نأى ممثلو بيغيدا إن آر دبليو، وهي شركة تابعة تهدف إلى العمل في ولاية شمال الراين وستفاليا الفدرالية، بنفسهم عن فروع بوغيدا ودوغيدا وكوغيدا في شمال الراين وستفاليا. قيل إن الأخير قد استُولي عليه من قبل أعضاء الحزب المنشق اليميني الذي يرتكز على معاداة الأجانب بشكل علني «برو إن آر دبليو». في يناير 2015، استبدل حزب برو إن آر دبليو سيباستيان نوبيل، عضو في رابطة الدفاع الألمانية التي تعد منظمةً مناهضةً للإسلاميين على غرار رابطة الدفاع الإنكليزية، بممثلهم الإعلامي ميلاني ديتمير.
في ديسمبر 2014، أسست قوى يمينة منافسة مجموعة مناهضة للولايات المتحدة على الفيسبوك تحت اسم بيغادا (بالألمانية: Patriotische Europäer gegen die Amerikanisierung des Abendlandes، أو «وطنيون أوروبيون ضد أمركة الغرب»)، إذ ادعوا أن المشكلة الحقيقية ليست الأسلمة وإنما القوات الأمريكية المشتبهة ورائها. في 25 يناير، عقدوا أول اجتماع تحت عنوان «إي إن دي جي إيه إم إي» (Engagierte Demokraten gegen die Amerikanisierung Europas، أو «ديمقراطيون ملتزمون ضد أمركة أوروبا»). رُوّج له من قبل عدد من نشطاء حركة الموقف الثالث مانفاخن بالإضافة إلى مثيري الشغب ضد السلفيين (هوغيزا). استقطبوا نحو 1000 محتج، لكن واجههم 800 متظاهر معظمهم من اليسار المضاد، بمن فيهم عمدة إيرفورت أندرياس بوسوين، وأعضاء الاتحاد العمالي، وجوسوس وأنتيفا المحلية.
واجه فرع آخر، وهو نوغيدا، تحقيقًا بعد أن شارك العديد من أعضائه في مؤامرة للنازيين الجدد بهدف تفجير مركز للاجئين.

### عالميًا
في يناير 2015، نظم متعاطفون مع بيغيدا أول تجمع لهم في أوسلو في النرويج إذ وصل عددهم إلى 200 محتج، لكن سرعان ما انهار هذا الدعم. في الدنمارك المجاورة، زحف نحو 200 محتج في شوارع العاصمة كوبنهاغن. في الشهر نفسه، تقدم فرع إسباني بطلب لتنظيم احتجاج خارج المسجد الرئيسي في مدريد لكنه قوبل بالرفض من قبل مسؤولي الحكومة. خُططت مسيرات في هولندا وأنتويرب في بلجيكا، لكن لم يُسمح بها بسبب غارات مكافحة الإرهاب التي حدثت قبل أسبوع في فيفيرس. أُقيمت مظاهرة أنتويرب أخيرًا في 2 مارس 2015 بدون موافقة العمدة. حضر نحو 350 شخص وغُرّم ما يقارب 227 منهم لمشاركتهم في مظاهرة غير مشروعة.
في 28 فبراير 2015، نظمت بيغيدا البريطانية أول احتجاج لها في نيوكاسل أبون تاين، بعدد يقارب 400 شخص. حضر نحو 1000 شخص لمعارضتهم بقيادة النائب السابق جورج غالوي. كان هنالك مظاهرة صغيرة تابعة لبيغيدا في لندن في 4 إبريل 2015، مع مظاهرة مضادة لمجموعات مناهضة للفاشية.
جمعت أول مظاهرة لبيغيدا في السويد ثمانية أشخاص في مالمو و5000 معارض. عندما أعلنت بيغيدا عن تنظيم مظاهرة في لينكوبينغ، جمعت أربعة أشخاص فقط. في أبسالا، تمكنت بيغيدا من جمع عشرة أشخاص. انحل الفرع السويدي لاحقًا بشكل تالٍ لعدة مظاهرات فاشلة ونزاعات داخلية.
في 28 مارس 2015، أُلغيت مظاهرة لمتعاطفين مع بيغيدا في مونتريال في كندا عندما تجمع المئات في احتجاج معارض. في 19 سبتمبر 2015، حضر عشرات الأعضاء التابعين لبيغيدا الكندية مظاهرةً في تورنتو. انتهت المظاهرة باشتباك مع المحتجين المعارضين الذين فاق عددهم أعضاء بيغيدا بنسبة عشرين إلى واحد.
يجادل عالم السياسة فريد حافظ أن بيغيدا لم تستطع الاستقرار في النمسا، إذ أن حزب «إف بّي أو» اليميني المتطرف قد مثّل إيديولوجية بيغيدا مسبقًا في البرلمان واستهلك معظم موارد اليمين المتطرف البشرية.
اعتزمت بيغيدا الإيرلندية أن تعقد اجتماعها الافتتاحي في دبلن في 6 فبراير 2016، إذ كان من المقرر أن يلقي بيتر أوغلن من حزب هوية إيرلندا كلمةً خلاله، وقد خُطط لتوليه رئاسة بيغيدا الإيرلندية أيضًا. بينما كان في طريقه إلى الاجتماع على متن الترام، تعرض هو ورجاله إلى هجوم من قبل مجموعة من الرجال الملثمين بأقنعة سوداء. نتيجةً لهذا، لم يحدث الاجتماع المخطط له مطلقًا. هوجمت مجموعة من أنصار بيغيدا وطوردوا في متجر بواسطة مجموعة من الأشخاص الذين انشقوا عن مظاهرة مضادة.

## المشاركون والمؤيدون
| التاريخ          | المشاركون لكل اليوم |
| ---------------- | ------------------- |
| 20 October 2014  | 350                 |
| 27 October 2014  | 500()               |
| 3 November 2014  | 1,000()             |
| 10 November 2014 | 1,700()             |
| 17 November 2014 | 3,200()             |
| 24 November 2014 | 5,500()             |
| 1 December 2014  | 7,500()             |
| 8 December 2014  | 10,000()            |
| 15 December 2014 | 15,000()            |
| 22 December 2014 | 17,500()            |
| 5 January 2015   | 18,000()            |
| 12 January 2015  | 25,000()            |
| 25 January 2015  | 17,300()            |
| 9 February 2015  | 2,000()             |
| 16 February 2015 | 4,300()             |
| 23 February 2015 | 4,800()             |
| 2 March 2015     | 6,200()             |
| 9 March 2015     | 6,500()             |
| 16 March 2015    | 7,700()             |
| 23 March 2014    | 5,500()             |
| 30 March 2015    | 2,900()             |
| 6 April 2015     | 7,100()             |
| 13 April 2015    | 10,000()            |

## ردود الأفعال في ألمانيا
في البداية لم تلقَ بيغيدا ترحيباً كبيراً، ولكنها جذبت ما يقارب عشرة آلاف متظاهر وسط تصريحات متعددة من مسؤولين ألمان يدينون فيها الحركة. في مدينه كولونيا تم إطفاء الأنوار في الكاتدرائية يوم 5 يناير 2015 احتجاجاً على تجمع أعضاء الحركة وتظاهرهم في المدينة في رسالة واضحة من الكنيسة ضد العنصرية والتعصب.